# یون هورتوپان
یون هورتوپان (انگلیسی: Ion Hortopan; ۱۶ ژوئن ۱۹۴۱ – ۱۹۸۰) وزنه‌بردار اهل رومانی بود.
وی در مسابقات کشوری و بین‌المللی در مجموع برندهٔ ۱ مدال برنز شده‌است.